# Постанови про вакцинацію
Постанови про вакцинацію у Великій Британії 1840, 1853, 1867 та 1898 рр. Являли собою низку законодавчих актів, прийнятих парламентом Великої Британії щодо політики вакцинації країни.

## Положення

### Постанова 1840 року
- Зробила варіоляцію незаконною.
- Надається необов'язкова вакцинація безкоштовно.[1]

Загалом, недоліки варіоляції такі ж, як і вакцинації, але до них додається загальна думка, що варіоляція завжди була небезпечнішою за вакцинацію.
Вперше вакцинація стала обов'язковою в 1852 р., А положення стали більш жорсткими в 1867, 1871 та 1874 рр.

### Постанова 1853 року
За законом вимагалося:
- Що кожна дитина, чиє здоров'я дозволить, повинна бути вакцинована протягом трьох, або у випадку сиротинця протягом чотирьох місяців після народження, громадською вакцинацією району або іншим лікарем.
- Повідомлення про цю вимогу та інформація щодо місцевих заходів щодо державної вакцинації, щоразу, коли реєструється народження, передається реєстратором народжень батькам або опікунам дитини.
- Що кожен лікар, який, будь то державна чи приватна практика, успішно вакцинує дитину, повинен надіслати місцевому реєстратору народжень свідоцтво про те, що він зробив вакцинацію; а реєстратор повинен вести запис всіх поданих повідомлень та облік усіх отриманих таким чином сертифікатів.
- Що батьки або опікуни, які без достатньої причини, належним чином отримавши повідомлення реєстратора про вимогу вакцинації, або відмовляються від належної вакцинації дитини, або, роблячи це, пропускають її перевірку щодо результатів вакцинації, підлягає штрафу в розмірі £ 1; і всі штрафи підлягають стягненню відповідно до закону Джервіса і сплачуються в розмірі місцевої бідної ставки.

### Постанова 1867 року
Постанова про вакцинацію 1867 р. (30 і 31 рр., Близько 84 р.) Був законом Парламенту у Великій Британії. Він консолідував та оновив існуючі закони, що стосуються вакцинації, і був скасований Законом про національну службу охорони здоров'я 1946 року .
Рада опікунів повинна була контролювати вакцинацію районів, утворених з парафій, і оплатити вакцинатори від 1с до 3с на одну дитину, вакцинованих в районі (сума сплаченої варіювалося з тим, як далеко вони повинні були подорожувати).
Протягом семи днів після народження дитини, яка реєструється, реєстратор повинен був надіслати повідомлення про щеплення; якщо дитина не була представлена для вакцинації протягом трьох місяців або не привезена для перевірки пізніше, батьки або опікуни підлягали суворому засудженню та штрафу в розмірі 20 с .
Закон також передбачав, що будь-яка особа, яка виробляла або намагалася прищепити іншого від віспи, могла бути ув'язнена на місяць.

### Постанова 1871 року
У 1871 р. було прийнято інший Закон про призначення посадової особи з питань вакцинації, який також дозволяв відповідачеві з'являтися до суду будь-яким членом його сім'ї або будь-якою іншою уповноваженою ним особою. Цей акт також підтвердив принцип примусу, що, очевидно, викликало ворожість і протидію цій практиці.

### Постанова 1874 року
З'ясовано роль Ради місцевого самоврядування у формуванні положень щодо опікунів щодо реалізації акту 1871 року.

### Королівська комісія 1889 року
Видано 6 звітів між 1892 і 1896 рр. Їх рекомендації, включаючи скасування кумулятивних покарань та використання більш безпечної вакцини, були включені до Закону про вакцинацію 1898 року.  [Архівовано 5 січня 2006 у Wayback Machine.]

### Постанови 1898 та 1907 років
У 1898 р. Було прийнято нову постанову про вакцинацію, яка в деяких аспектах модифікувала, але не замінювала попередні Закони, даючи умовне звільнення від заперечень за сумлінням (і замінюючи гуманізовану лімфу на телячу лімфу). Вона скасувала кумулятивні покарання та запровадила пункт про сумління, дозволяючи батькам, які не вважають, що вакцинація є ефективною або безпечною, отримати сертифікат про звільнення.
Закон про вакцинацію 1898 р. Передбачав свободу невакцинації, але ця свобода насправді не була отримана. Батьки, які подали заяву про звільнення, повинні були задовольнити двох магістратів або одного субсидіарного заперечення проти сумління. Деякі стипендіати та багато магістратів відмовляли задоволенню та накладали затримки. Якщо звільнення не було отримано до досягнення дитиною чотирьох місяців, було занадто пізно. Наслідком було те, що в 1906 році в Англії та Уельсі було отримано лише близько 40 000 звільнень. У 1907 році уряд визнав, що магістрати практично відмовились виконувати закон 1898 року і, отже, новий закон — Закон про вакцинацію 1907 року (7 Edw. VII) було прийнято. Відповідно до цього закону батьки уникали покарання за невакцинацію своєї дитини, якщо протягом чотирьох місяців від народження вони зробили законодавчу декларацію, що впевнено вважає, що вакцинація завдасть шкоди здоров'ю дитини, і протягом семи днів після цього буде проведено, або надіслана поштою, декларація працівнику відділу вакцинації району.
Завданням усіх магістратів є підписання статутної декларації, коли про це попросять, а секретар магістрату має право на плату в розмірі 1с. Більшість ліберально налаштованих магістратів стануть свідками Декларації у своєму будинку або в будь-якому іншому зручному місці. Деякі, однак, відмовляються це робити, крім як у суді. Законодавчу декларацію можуть також засвідчити Уповноважений з присяги та деякі інші посадові особи.